# Tremors 2: Aftershocks
Tremors 2: Aftershocks (traduzione letterale Tremors 2: Scosse di assestamento) è un film del 1996, scritto e diretto da Steven Seth Wilson, sequel di Tremors e secondo capitolo dell'omonima serie cinematografica. Ha come protagonisti Fred Ward e Michael Gross, di ritorno dal primo film, con la partecipazione di Christopher Gartin e Helen Shaver.
Le recensioni per il film sono state per lo più positive, con alcuni critici che lo hanno etichettato come uno dei migliori sequel direct-to-video mai realizzati.

## Trama
Grady Hoover e l'industriale Carlos Ortega rintracciano Earl Bassett (protagonista del primo film), che dopo i precedenti avvenimenti si è ritirato in un ranch e gestisce un allevamento di struzzi. Grady convince Earl ad accettare l'incarico di Ortega, che vorrebbe assoldarlo per eliminare dei Graboid che recentemente hanno causato problemi alla sua raffineria in Messico. Earl, inizialmente riluttante, accetta e Grady decide di unirsi a lui nella missione.
Dopo aver raggiunto la raffineria e aver fatto la conoscenza di Kate Reilly e del suo assistente Julio, i due iniziano il lavoro, eliminando facilmente molti Graboid tramite auto radiocomandate equipaggiate con dinamite, usate come esca per attirare le creature, fatte esplodere una volta ingoiata l'auto-esca. I Graboid, però, sono presenti in gran numero e, quando molti di loro si dirigono contemporaneamente verso il loro furgone, i due compagni decidono di fuggire e cercare aiuto. Earl contatta così Burt Gummer, mettendolo al corrente della situazione.
Alla raffineria, Kate, grazie a un lungo studio di un reperto fossile di Graboid, scopre che questi sono forme di vita precambriane, cioè risalenti agli organismi unicellulari. Poco dopo alla raffineria giunge Burt, con un camion dell'esercito messicano carico di armi ed esplosivi, e fa capire di aver accettato perché la moglie Heather lo ha lasciato, ragion per cui ora la caccia ai Graboid è l'unica cosa che gli sia rimasta per cui valga la pena di vivere. A questo punto Grady, Earl e Burt riprendono la missione spartendosi il territorio di ricerca.
Durante una battuta di caccia, Earl e Grady hanno un incontro ravvicinato con un Graboid che è apparentemente affaticato e inoffensivo, ma la sorpresa improvvisa fa perdere loro il controllo del furgone, che cade in un piccolo dirupo, senza possibilità di risalire. I due chiedono aiuto a Kate, che manda in loro soccorso Pedro, capo ingegnere della raffineria. Nella notte il Graboid emette latrati di sofferenza: andando a controllare, i due lo trovano completamente sbranato e all'interno vedono tre grosse sacche.
Dopo aver avvistato in lontananza il camion di Pedro, Earl e Grady decidono di raggiungerlo, ma lo trovano distrutto, con Pedro morto al suo interno. Tentano poi di raggiungere il ripetitore in cerca di una radio funzionante, ma lo trovano completamente devastato da mostriciattoli bipedi delle fattezze dei Graboid, ma molto più piccoli. I due riescono comunque a fuggire con una macchina dirigendosi alla raffineria. Nello stesso tempo Burt, credendo di essere rimasto isolato per l'impossibilità di usare la radio, decide di rientrare alla base e viene attaccato da un branco dei nuovi mostriciattoli.
Al mattino del giorno seguente, alcune delle nuove creature raggiungono la raffineria, sbranando Julio e costringendo Kate a nascondersi; Earl e Grady sopraggiungono poco dopo. Di lì a poco, arriva anche Burt, che rivela di essere stato attaccato da un branco di almeno una ventina degli stessi mostri, di essere riuscito a ucciderli tutti (alcuni anche a mani nude) e di averne catturato uno tramortito ritenendolo importante da studiare. Il gruppo decide di esaminarlo, scoprendo così che le tre placche che si sollevano sul capo dei mostri contengono un organo che funziona come sensore per rilevare il calore e intuisce che i vermi sono mutati, dando alla luce una nuova forma di vita, lo Shrieker, e che ogni Graboid ne genera tre, dopo che questi ha mangiato del cibo lasciato nei paraggi.
Nel frattempo, però, un altro Shrieker, sopravvissuto allo scontro con Burt e rimasto nascosto sotto il camion a sua insaputa, trova una confezione del particolare cibo super nutriente di Burt (PPC, Pasti Pronti al Consumo). Da quell'unico Shrieker, grazie alle scorte del cibo , si genera un altro gruppo di mostri, che si moltiplicano per scissione. Dopo essere fuggiti e aver trovato un temporaneo rifugio sopra un edificio della raffineria, Burt, rimasto a terra, riesce a farsi inseguire con uno stratagemma, riuscendo a rinchiudere tutti gli Shrieker nel deposito vicino, contenente però anche notevoli scorte di cibo.
Prima che il numero di mostri degeneri, Earl decide di agire: per non essere localizzato dai sensori termici degli Shrieker, si fa cospargere con la schiuma di un estintore, schermando il proprio calore corporeo, e introducendosi nel magazzino. Raggiunto il camion di Burt, con a bordo oltre due tonnellate di esplosivo, Earl innesca una bomba, fuggendo per un soffio dal magazzino con l'aiuto dei compagni. Il gruppo si allontana di corsa, rifugiandosi in un canalone. Il magazzino e tutta la raffineria circostante vengono rasi al suolo dall'esplosione, che elimina tutti gli Shrieker al suo interno.                           
Earl inizia a provare un interesse amoroso nei confronti di Kate, ricambiato anche da lei.                           

## Critica
Nonostante il film fosse ultimato, la data di uscita venne ritardata numerose volte a causa di un successo inaspettato delle proiezioni di prova, che ebbero recensioni entusiastiche. Ciò ha portato i suoi creatori e lo studio di produzione a prendere in considerazione la distribuzione nelle sale. Una data di uscita fu finalmente fissata per il 9 aprile 1996, più di due anni dopo la fine del film. Tuttavia l'uscita nelle sale venne considerata troppo costosa ed il film ebbe una distribuzione molto limitata nei cinema internazionali.
Da marzo 2021, Tremors 2: Aftershocks detiene una valutazione del 50% su Rotten Tomatoes. TV Guide ha dato al film una recensione positiva, dicendo "questo film è una rarità tra i sequel direct-to-video, uno che non solo è degno del suo predecessore teatrale, ma suggerisce che anche questo appartenga al grande schermo... budget inferiore, i mostri rimangono del tutto convincenti." Ty Burr di Entertainment Weekly ha dato al film un C+ misto, definendolo "sicuramente non così male come molti sequel straight-to-tape" e ha ulteriormente elogiato la recitazione, le scenografie e gli effetti speciali, ma ha criticato negativamente la seconda parte del film, affermando che "il film diventa un'imitazione sfacciata di Jurassic Park". In un saggio sui sequel horror direct-to-video, Gavin Al-Asif per il Houston Chronicle ha dato al film una recensione entusiastica, affermando che "Tremors 2 è probabilmente il miglior sequel direct-to-video mai realizzato... è un passo avanti rispetto a tutti i suoi concorrenti, inclusi alcuni sequel cinematografici".